# Pole (Botswana)
Pour les articles homonymes, voir Pole.
Pole (Botswana) est une ville du Botswana.